# 第61回ヴェネツィア国際映画祭
第61回ヴェネツィア国際映画祭は、2004年9月1日から9月11日まで開催された。

## 上映作品

### コンペティション部門
アルファベット順。邦題がついていない場合は原題の下に英題。
| 題名 原題                                           | 監督                         | 製作国                       |
| --------------------------------------------------- | ---------------------------- | ---------------------------- |
| ふたりの5つの分かれ路 5x2                           | フランソワ・オゾン           | フランス                     |
| うつせみ 빈집                                       | キム・ギドク                 | 韓国                         |
| 記憶の棘 Birth                                      | ジョナサン・グレイザー       | アメリカ合衆国               |
| Delivery                                            | ニコス・パナヨトポロス       | ギリシャ                     |
| 下流人生/愛こそすべて 하류인생                      | イム・グォンテク             | 韓国                         |
| ハウルの動く城                                      | 宮崎駿                       | 日本                         |
| 珈琲時光                                            | ホウ・シャオシェン           | 日本 台湾                    |
| L'intrus (The Intruder)                             | クレール・ドニ               | フランス                     |
| ランド・オブ・プレンティ Land of Plenty             | ヴィム・ヴェンダース         | アメリカ合衆国 ドイツ        |
| Lavorare con lentezza                               | ガイド・シエサ               | イタリア                     |
| 家の鍵 Le chiavi di casa                            | ジャンニ・アメリオ           | イタリア フランス ドイツ     |
| 海を飛ぶ夢 Mar adentro                              | アレハンドロ・アメナーバル   | スペイン                     |
| Ovunque sei                                         | ミケーレ・プラチド           | イタリア                     |
| おわらない物語 アビバの場合 Palindromes             | トッド・ソロンズ             | アメリカ合衆国               |
| プロミスト・ランド Promised Land                    | アモス・ギタイ               | イスラエル フランス イギリス |
| キングス&クイーン Rois et reine                     | アルノー・デプレシャン       | フランス                     |
| Sag-haye velgard (Stray Dogs)                       | マルズィエ・メシュキニ       | イラン フランス              |
| 世界                                                | ジャ・ジャンクー             | 中国 日本 フランス           |
| Tout un hiver sans feu (A Long Winter Without Fire) | グレッグ・ズグリンスキ       | スイス ベルギー              |
| Udalyonnyy dostup                                   | スヴェトラーナ・プロスクリナ | ロシア                       |
| 悪女 Vanity Fair                                    | ミーラー・ナーイル           | イギリス アメリカ合衆国      |
| ヴェラ・ドレイク Vera Drake                         | マイク・リー                 | イギリス                     |

### コンペティション外
- 『愛の神、エロス』：ミケランジェロ・アントニオーニ、スティーヴン・ソダーバーグ、ウォン・カーウァイ（アメリカ/イタリア/フランス/中国）
- 『石の微笑』：クロード・シャブロル（フランス）
- 『ヴェニスの商人』：マイケル・ラドフォード（アメリカ/イタリア/ルクセンブルク/イギリス）
- 『クライシス・オブ・アメリカ』：ジョナサン・デミ（アメリカ）
- 『コラテラル』：マイケル・マン（アメリカ）
- 『柔道龍虎房』：ジョニー・トー（香港）
- 『スチームボーイ』：大友克洋（日本）
- 『セレブの種』：スパイク・リー（アメリカ）
- 『ターミナル』：スティーヴン・スピルバーグ（アメリカ）
- 『ネバーランド』：マーク・フォースター（アメリカ）
- 『Come inguaiammo il cinema italiano』：ダニエーレ・チプリー、/フランコ・マレスコ（イタリア）
- 『Настройщик (The Tuner)』：キラ・ムラートワ（ロシア/ウクライナ）
- 『Il resto di niente』：アントニエッタ・デ・リッロ（イタリア）
- 『L'amore ritrovato (An Italian Romance)』：カルロ・マッツァクラーティ（イタリア）
- 『O Quinto Império - Ontem Como Hoje (The Fifth Empire)』：マノエル・デ・オリヴェイラ（ポルトガル/フランス）

### オリゾンティ部門
- 『IZO』：三池崇史（日本）
- 『ヴィタール』：塚本晋也（日本）
- 『奇跡の朝』：ロバン・カンピヨ（フランス）
- 『クリミナル』：グレゴリー・ジェイコブズ（アメリカ）
- 『ママの遺したラヴソング』：シェイニー・ゲイベル（アメリカ）
- 『アグネスと彼の兄弟』：オスカー・レーラー（ドイツ）
- 『Ambasadori, cautam patrie (Ambassadors Seek Country)』：Mircea Daneliuc（ルーマニア）
- 『Familia rodante (Rolling Family)』：パブロ・トラペロ（アルゼンチン/ブラジル/ドイツ/イギリス/スペイン）
- 『La femme de Gilles』：フレデリック・フォンテーヌ（ベルギー/フランス/スイス/ルクセンブルク/イタリア）
- 『L’ Enfant endormi』：Yasmine Kassari（ベルギー/モロッコ）
- 『Les petits fils (The Grand Sons)』：イラン・デュラン＝コーエン（フランス）
- 『Lettre d'amour zoulou (Zulu Love Letter)』：ラマダン・スレマン（南アフリカ/フランス/ドイツ）
- 『Melancholian 3 huonetta (The 3 Rooms of Melancholia)』：ピルヨ・ホンカサロ（フィンランド/スウェーデン/デンマーク/ドイツ）
- 『謎めいた肌』：グレッグ・アラキ（アメリカ）
- 『Stryker』：ノアム・ゴニック（カナダ）
- 『Saimir』：フランチェスコ・ムンズィ（イタリア）
- 『Te lo leggo negli occhi (I Can See It in Your Eyes)』：Valia Santella（イタリア）
- 『Un Mundo menos peor (A Less Bad World)』：アレハンドロ・アグレスティ（アルゼンチン）
- 『Vento di terra』：ヴィンチェンツォ・マーラ（イタリア）
- 『Yesterday』：ダレル・ルート（南アフリカ）

## 審査員

### コンペティション部門
- ジョン・ブアマン（ イギリス/監督）審査員長
- ヴォルフガング・ベッカー（ ドイツ/監督）
- ミッモ・カロプレスティ（ イタリア/監督）
- スカーレット・ヨハンソン（ アメリカ合衆国/女優）
- スパイク・リー（ アメリカ合衆国/監督）
- ドゥシャン・マカヴェイエフ（ セルビア・モンテネグロ/監督）
- ヘレン・ミレン（ イギリス/女優）
- ピエトロ・スカラ（ イタリア/プロデューサー）
- シュ・フェン（ 中国/プロデューサー）

## 受賞作品

### コンペティション部門
- 金獅子賞：『ヴェラ・ドレイク』（マイク・リー）
- 銀獅子賞：キム・ギドク（『うつせみ』）
- 審査員特別大賞：『海を飛ぶ夢』（アレハンドロ・アメナーバル）
- 男優賞：ハビエル・バルデム（『海を飛ぶ夢』）
- 女優賞：イメルダ・スタウントン（『ヴェラ・ドレイク』）
- マルチェロ・マストロヤンニ賞：マルコ・ルイージ、トンマーゾ・ラメンギ （『Lavorare con lentezza』）
- 技術貢献賞：『ハウルの動く城』（宮崎駿）
- ルイジ・デ・ラウレンティス賞：イスマエル・フェルーキ （『長い旅』）

### オリゾンティ部門
- オリゾンティ賞：『Les petits fils』（イラン・デュラン＝コーエン）
- 特別表彰：『Vento di terra』（ヴィンチェンツォ・マーラ）